# Bisdom Franceville

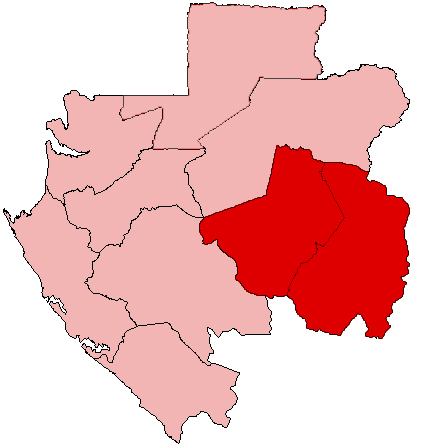
Ligging van het bisdom Franceville in Gabon

Het bisdom Franceville (Latijn: Dioecesis Francopolitana in Gabone) is een op 5 oktober 1974 gesticht rooms-katholiek bisdom in Gabon. Het werd losgemaakt uit het diocees Mouila en is suffragaan aan het aartsbisdom Libreville. De bisschopszetel is gevestigd in Franceville, dat ook hoofdstad is van de Gabonese provincie Haut-Ogooué.
Het aantal katholieken bedroeg in 1980 59.145 op een geschatte totale bevolking van 100.995 en had een bevolkingsaandeel van 58,6%. In 2004 was de bevolking gegroeid tot 287.045, terwijl het aantal katholieken groeide tot ruim 82.000. Het katholieke bevolkingsaandeel liep daardoor terug tot ongeveer 28%. Het aantal priesters bleef in de periode 1980-2004 nagenoeg gelijk en steeg van 22 naar 23. In 2021 waren er 106.000 katholieken op een bevolking van 367.000 of 29%. In 2021 telde het bisdom 17 parochies en 30 priesters.

## Bisschoppen
1. Félicien Patrice Makouaka (1974-1996)
2. Timothée Modibo-Nzockena (1996-2016)
3. Jean-Patrick Iba-Ba (2017-2020)
4. Ephrem Ndjoni (2022-)